# Тоска по родине
«Тоска по родине», «Сандакан, публичный дом № 8» (яп. サンダカン八番娼館 望郷, Сандакан. Хатибаммэ Сёкан. Бокё; англ. Sandakan No. 8) — фильм-драма режиссёра Кэя Кумаи, вышедший на экраны в 1974 году. Экранизация документальной повести Акико Ямадзаки «Сандакан, дом № 8». Фильм, который многие критики называют феминистским, получил широко признание как в Японии, так и за рубежом, получил целый ряд наград и номинаций, став лауреатом престижнейшей японской кинопремии «Кинэма Дзюмпо» и обладателем Гран-при Азиатско-тихоокеанского кинофестиваля.

## Сюжет
Главная героиня фильма — журналистка Кэйко пишет книгу об одной из позорных страниц истории Японии, о караюки-сан — японских девушках из бедных семей, которых в довоенные годы родители во множестве продавали в публичные дома Юго-Восточной Азии. Прошло много времени, большинство из них уже умерли, а те немногие, что живы, хранят эти события в тайне. Одну из караюки-сан, Осаки, теперь уже древнюю старуху, Кэйко случайно встречает на полуострове Амакуса. Журналистке потребовалось немало терпения, доброты и такта, чтобы Осаки поведала ей свою судьбу во всём её драматизме.
Фильм начинается в начале 1920-х годов. Молодая девочка Осаки (Ёко Такахаси) продана своей разорившейся семьей в рабство в качестве служанки в Сандакан, Британский Северный Борнео (сегодня Сабах, Малайзия) в заведение, которое она поначалу по наивности считает гостиницей. Раздавленная горем мать Осаки, зная, какая страшная судьба в будущем ожидает дочь, дарит ей на прощание кимоно, которое она выткала тайком по ночам, так как новый муж не разрешал ей заниматься этим днём. Это кимоно навсегда останется самым ценным достоянием Осаки. Заведение, куда она была продана, на самом деле является не гостиницей, а борделем под названием «Сандакан № 8». Осаки, будучи продана девочкой-подростком, в течение двух лет работает горничной, но затем, когда она подросла, владельцы борделя насилием вынуждают её стать проституткой. Осаки остается в «Сандакане № 8» до Второй мировой войны, и в этот период она никогда не испытывает ни к кому подлинной привязанности, если не считать краткого романа с бедным фермером. Но и он бросает ее, когда он приходит однажды вечером в бордель и видит Осаки растрепанной и измученной после обслуживания множества японских моряков из оккупационного батальона, недавно расквартированного в городе. Когда Осаки возвращается в Японию, ее брат и его жена, которые купили землю и дом на деньги, присланные ею, говорят ей, что она стала семейным позором.
После этого предательства Осаки некуда возвращаться, кроме как в Сандакан. В конце войны она выходит замуж за японца, который вскоре умирает. По возвращении в Японию из-за пребывания в борделе её все презирают и обращаются с ней как с парией. Она живёт в полном одиночестве и нищете в полуразваленном доме, где кроме неё есть только несколько подобранных ею бездомных кошек, которых она подкармливает. Даже единственный сын Осаки стесняется её, хотя она отказывала себе во всем, чтобы вырастить его и дать образование. Её сын женат уже 9 лет, но она ещё ни разу не видела свою невестку. Теперь сын Осаки живет респектабельной жизнью в большом городе и избегает матери, присылая ей ежемесячно лишь небольшую сумму денег, которой не  хватает на пропитание, так что Осаки вынуждена, чтобы прокормиться, заниматься ловлей ракушек на морском берегу.

## В ролях
- Комаки Курихара — Кэйко
- Ёко Такахаси — юная Осаки
- Кинуё Танака — Осаки
- Кэн Танака — Такэути
- Такико Мидзонуэ — Окику
- Эйтаро Одзава — Тародзо
- Эйко Мидзухара — Офуми
- Юкико Янагава — Отакэ
- Ёко Накагава — Охана
- Масао Умэдзава — Юкиё
- Томоко Дзимбо — Мото
- Мицуо Хамада — Ясукити

## Премьеры
Мировая премьера фильма состоялась в 1973 году в рамках Азиатско-тихоокеанского кинофестиваля.
Япония — 2 ноября 1974 года — национальная премьера фильма в Токио.
 — европейская премьера фильма прошла в июле 1975 года на 25-м МКФ в Западном Берлине.
США — на американском континенте фильм был впервые показан 7 августа 1977 года в Нью-Йорке.
СССР — в советском прокате фильм демонстрировался с ноября 1979 года под названием «Тоска по родине».

## Награды и номинации
Азиатско-тихоокеанский кинофестиваль (1973)
- Фильм удостоен Главного приза

25-й международный кинофестиваль в Западном Берлине (1975)
- Приз Международной Католической организации в области кино (OCIC Award - Recommendation).
- Приз Серебряный медведь за лучшую женскую роль — Кинуё Танака.
- Номинация на главный приз фестиваля Золотой медведь.

Премия журнала «Кинэма Дзюмпо» (1975)
Выиграны:
- премия за лучший фильм 1974 года.
- премия лучшей актрисе — Кинуё Танака.
- премия за лучшую режиссуру — Кэй Кумаи.

Кинопремия «Майнити» (1973)
Выиграны:
- премия лучшей актрисе 1974 года — Кинуё Танака.

Премия Оскар (1976)
- Номинация на премию в категории «Лучший фильм на иностранном языке».

## Комментарии
1. ↑  В советском прокате фильм демонстрировался с ноября 1979 года, р/у Госкино СССР № 2002/79 (до 5 января 1986 года) — опубликовано: «Аннотированный каталог фильмов действующего фонда: Зарубежные художественные фильмы», В/О «Союзинформкино» Гл. упр. кинофикации и кинопроката Госкино СССР, М.-1980, С. 228.

Искусство, 1988. — 271 С. (стр. 175-177)